# Happy Toy☆.
「Happy Toy☆.」（ハッピートーイ）は、声優の宮崎羽衣が出した4thマキシシングルである。品番はLACM-4385。次作の「KURENAI」から、5pb.Recordsからのリリースになっている為、この作品がLantisからのリリースとしては最後となっている。

## 収録曲
1. Happy Toy☆.
  - 作詞：こだまさおり、作曲：田村信二、編曲：橋本由香利
2. FRUITFUL WEEK
  - 作詞：畑亜貴、作曲・編曲：橋本由香利
3. Happy Toy☆.（off vocal）
4. FRUITFUL WEEK（off vocal）